# Amphimela
Amphimela is een geslacht van kevers uit de familie bladkevers (Chrysomelidae).
De wetenschappelijke naam van het geslacht werd in 1875 gepubliceerd door Félicien Chapuis.

## Soorten
- Amphimela apicalis Kimoto, 2000
- Amphimela subgeminata Kimoto, 2001